# Afrikamesterskabet i håndbold 1983 (mænd)
Afrikamesterskabet i håndbold 1983 for mænd var den femte udgave af Afrikamesterskabet i håndbold for mænd. Turneringen havde deltagelse af 6 hold. Turneringen blev afholdt i 1983 i egyptens hovedstad Kairo af Confédération Africaine de Handball (CAHB). Algeriet vandt turneringen mod Congo. Tunesien fik en tredjeplads. Fjerdepladsen gik til Egypten, femtepladsen til Angola og sjettepladsen til Elfenbenskysten.
Som vinder af turneringen kvalificerede Algeriet sig til Sommer-OL 1984 i Los Angeles; mens Congo kvalificerede sig til B-VM 1985 i Norge.

## Placeringer
| Plac.  | Hold                   |
| ------ | ---------------------- |
| Guld   | Algeriet               |
| Sølv   | Folkerepublikken Congo |
| Bronze | Tunesien               |
| 4.     | Egypten                |
| 5.     | Angola                 |
| 6.     | Elfenbenskysten        |